# Denise Riley
Denise Riley, née en 1948 à Carlisle au Royaume-Uni, est une écrivaine, professeur de littérature et de philosophie, linguiste et poète anglaise.

## Biographie
Denise Riley est née après la Seconde Guerre mondiale, en 1948, à Carlisle dans le nord de l'Angleterre,. Elle a étudié au Somerville College, à Oxford et est diplômée de New Hall de Cambridge. 
Elle devient par la suite professeur de littérature et de philosophie à l'Université d'East Anglia, puis enseigne à l'Université Cornell. En parallèle, elle écrit des œuvres de  fiction et de non-fiction, avec une interaction entre ces deux catégories de publications. 
Ses essais sont des ouvrages de réflexion, portant notamment sur les théories psychologiques concernant les enfants, les relations maternelles, le féminisme et le langage. Sa poésie est écrite à la lumière de ces réflexions philosophiques. Son écriture est légère, avec un ton ironique. 
En 2008, Jacob, le fils (adulte) de Denise Riley, meurt subitement d’un problème cardiaque non diagnostiqué. Quelques années plus tard, elle publie deux nouveaux ouvrages : un poème sur la mort de Jacob, A Part Song, qui est ensuite inclus dans un recueil intitulé Say Something Back, et l'essai Time Lived, Without Its Flow.

### Essais (extrait)
- 1983 : War in the Nursery: Theories of the Child and Mother, Virago,  (ISBN 0-86068-273-0).
- 1988 : Am I That Name? : Feminism and the Category of "Women" in History, Macmillan,  (ISBN 0-8166-4269-9).
- 2000 : The Words of Selves: Identification, Solidarity, Irony, Stanford University Press,  (ISBN 0-8047-3911-0).
- 2004 : avec Jean-Jacques Lecercle, The Force of Language, Palgrave Macmillan,  (ISBN 1-4039-4248-X).
- 2004 , Impersonal Passion: Language as Affect, Duke University Press,  (ISBN 0-8223-3512-3).
- 2004 : avec Stephen Heath et Colin MacCabe. Direction de l'ouvrage, The Language, Discourse, Society Reader, Palgrave,  (ISBN 0-333-76372-6).
- 2019 : Time Lived, Without Its Flow, Palgrave Macmillan.

### Poésie (extrait)
- 1977 : Marxism for Infants, Street Editions.
- 1978 : No Fee (avec Wendy Mulford), Street Editions.
- 1985 : Dry Air,  (ISBN 0-86068-539-X).
- 1992 : direction de l'ouvrage Poets on Writing: Britain 1970-1991, Macmillan.
- 1993 : Mop Mop Georgette: New and Selected Poems 1986-1993, Reality Street Editions,  (ISBN 1-874400-04-0).
- 2016 : Say Something Back.
- 2019 : Denise Riley: Selected Poems 1976-2016.